# 快堆

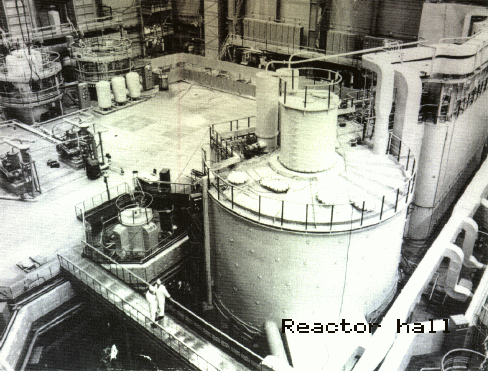
Shevchenko BN350快中子反应堆兼海水淡化厂位于裏海沿岸。这座电厂产生135MW_{e}的电力，并且为相关联的海水淡化厂提供蒸汽。图为反应堆大厅的内部。

快中子反应堆（英語：Fast-neutron reactor）或簡稱快堆，是核反应堆的一类，其中裂变链式反应是依靠快中子（平均携带的能量高于0.5 MeV或更高）来维持，而不是用于热中子。这类反应堆不需要中子慢化剂，但是必需使用易裂变材料富集度熱中子反應堆高的核燃料。

## 引言

### 基本的裂变概念
为了维持链式裂变反应，在裂变中释放的中子必须与燃料中的其他原子反应，这一反应发生的几率依赖于中子的能量。大多数原子只会与高能中子发生诱发裂变，然而也有一小部分原子更喜欢低能量的中子。
天然铀主要包括三种同位素：鈾238，鈾235，和微量的鈾234（鈾238的一种衰变产物）。U-238大约占天然铀总量的99.3%，并且只与5 MeV或更高能量的中子发生裂变反应，这种中子也就是所谓的快中子。天然铀中大约有0.7%是U-235，它可以与任意能量的中子发生裂变反应，但更容易与低能量的中子发生反应。这两种同位素发生裂变反应时，它们都会释放能量大约在1到2 MeV的中子。对U-238来说，这一能量太低不足以引发后续的裂变反应；对U-235来说，这一能量太高又使得裂变反应不太容易发生。
这一问题的通常的解决方案是使用一种中子慢化剂，将中子从高能量慢化下来。中子慢化剂是一种能与中子反应并降低它们速度的物质。最普通的慢化剂就是一般的水，它会通过弹性散射来慢化中子，直到中子与水达到热平衡。反应堆设计的关键就是仔细布置燃料和水，使得中子有时间得到足够的慢化，从而与U-235非常容易发生反应，但也不至于使中子可以轻易地完全从反应堆内泄漏出去。
虽然U-238不会由于裂变中释放的中子而发生裂变反应，但是热中子可以被它俘获，使其嬗变为Pu-239。Pu-239与U-235有非常相似的中子截面，这样通过这种方式产生的原子会与热中子发生裂变反应。在大多数反应堆中，被俘获的能量占产生的总能量的三分之一。正常运行中，不是所有的Pu-239都会被消耗完。剩余的Pu-239，和剩余的U-238，在核燃料再处理过程中可以被分离出来用作新燃料。
将水用作常见的慢化剂是处于易实现的原因，但它也有缺点。从核的角度来说，首要的问题在于水可以吸收一个中子，将它从反应中移除。天然矿石中的U-235总量太低以致于不足以维持链式反应也与水的这种特性有关。中子通过水和U-238的吸收而减少，再加上向环境的泄漏，导致燃料中剩余的中子过少。最常见的解决方法是稍微将燃料中的U-235浓缩一下来产生浓缩铀，剩余的被称为贫化铀。其他一些设计使用了不同的慢化剂，比如重水，它吸收中子的可能性更小，这使得这些设计可以使用非浓缩铀作为燃料。不管是上面哪种情况，反应堆的中子经济性（neutron economy）都是基于热中子的。

### 快中子裂变/增殖反应堆
尽管235U和239Pu对于高能中子较不敏感，但它们与MeV量级能量的中子还是会发生一些反应的。这意味着如果你持续浓缩燃料，你最终将会达到一个阈值，这样，燃料中就会有足够的易裂变原子来使链式反应能够维持下去，即使是用快中子。
移除慢化剂所带来的首要优势是反应堆的尺寸可以大幅度地减小，某种程度上其复杂度也可以减小。快堆被广泛应用于军舰和潜艇中的反应堆系统，在这些地方反应堆的大小和重量是首先要考虑的。快堆的缺陷在于燃料的富集过程比较昂贵，所以总体来说它不适合大规模发电或其他一些成本比尺寸更重要的场景。
然而，快堆的另一个优势使得将其用于民用这一想法变得可行。快堆没有慢化剂，因此也就没有了一个从系统中消除中子的装置。那些运行在Pu-239上的快堆会进一步增加中子的数量，因为它的常见裂变循环会释放三个中子，而不是从U-235中释放出来的或者两个或者三个中子。在反应堆堆芯周围放一圈慢化剂然后再覆盖一层U-238，这些中子就可以被俘获从而用于产生更多的Pu-239。在内部，这与传统的反应堆设计是相同的反应，但是在快堆中，覆盖层中是不必维持链式反应的，因此是可以使用天然铀甚至是贫铀。
由于从Pu-239的裂变反应中会产生剩余的中子，事实上这个反应堆会产生比它消耗得更多的Pu-239。之后，覆盖层材料经过处理可以提取其中的Pu-239，从而可以替换反应堆中损失的Pu-239，剩余的Pu-239可以再和其他燃料混合以生产MOX燃料，MOX燃料又可以用于传统的热中子反应堆。这样，一个快堆就可以为好几个热中子堆供应燃料，从而极大地增加了从天然铀中提取的能量总量——从原来的低于1%，到在最好的快堆循环中的60%。
考虑到天然铀矿的储量有限，再加上核能被期望占基本负载电力的比率，20世纪60年代和70年代的时候，快中子增殖反应堆被认作是解决世界能源需求的方法。通过使用两步处理，快中子增殖系统会使现已探明的铀矿储量的燃料容量增加多达100倍，这意味着仅靠现存的矿石资源，就可以维持几百年。这种方法的缺点就是增殖堆必须使用高度浓缩的燃料，因此生产它的成本会非常高。即使它可以产生比它消耗得还要多的燃料，用其生产的MOX燃料还是比较昂贵。随着需求的增多和现有资源的消耗，人们普遍期望这个价格能够低于浓缩铀的价格。
20世纪70年代，增殖堆的设计被广泛地进行实验验证，特别是在美国，法国和USSR。然而，这在时间上又和铀的价格暴跌相重合。人们所期望的快速增长的铀需求使得矿井公司建立新的供应渠道，这些供应渠道的上线时间正好是70年代中旬，在同一时间，核反应堆的建造速度停缓了下来。由此引发的过度供给使得燃料价格从1980年的大约每磅40美元降低到1984年的每磅低于20美元。增殖堆所生产的燃料要贵得多，大约在100到160美元之间。而且仅有的几个已经达到商业运行水准的组件也被证明是经济灾难。人们对增殖堆的兴趣又由于一些列事件而进一步被减弱，这些事件包括1977年4月美國總統吉米·卡特（Jimmy Carter）出于对核扩散方面的考虑，而决定在美国延缓增殖堆的建造，还有法国的Superphénix反应堆的糟糕的运行记录。

## 优点
快中子堆可以减少核废料的总辐射毒性，并且也会大幅度地减少核废料的寿命。快堆还可以利用核废料中的所有或者说几乎所有的燃料。快中子在核废料的嬗变（nuclear transmutation）上有优势。快中子与Pu或次锕系元素的裂变俘获比一般来说是高于处于热运动速度的慢中子的。经过嬗变的奇数锕系元素（例如，从Pu-240变到Pu-241）更容易发生裂变，裂变之后，这个锕系元素会生成一对裂变产物，这些元素的总辐射毒性更小。由于裂变产物的处理主要由辐射毒性最强的产物銫137来决定的，銫137的半衰期是30.1年，从而使得核废料的寿命从数万年减少到几个世纪。这个过程还不算完美，但是已经使残留的超铀元素从一个重大的难题减少到了一个占废料总量很小的百分比，因为大多数超铀元素可以被原来作为燃料。
快堆从技术上解决以铀作为燃料的反应堆的燃料短缺问题，它并不是通过开发未开发的铀资源，或者是从铀含量非常少的资源里提取，比如说从一般的岩石或者海洋中提取。它允许核燃料从几乎所有的锕系元素中生成，包括已知的大量的贫铀和钍资源，还有轻水堆的废料。平均上，由快中子引发的裂变反应产生的中子比由热中子引发的裂变过程产生的多，这样会在维持裂变反应所需要的中子数量之外产生许多剩余的中子。这些中子可以用来生产额外的燃料，或者也可以用来将长寿命的核废料嬗变成不那么麻烦的同位素，就像法国的Phénix反应堆那样，也有一些反应堆被用来同时实现这两种目的。即使常规的热中子堆也会产生多余的中子，但快堆可以产生足够的中子以增值出比它所消耗的还要多的燃料。这种设计被称作快中子增殖反应堆。
快堆不仅仅是让那些不方便的偶数超铀元素（特别是鈽240和U-238）发生嬗变，在嬗变之后，它还会引发他们裂变以提供能量，所以这些核废料可以变得有价值。

## 缺点
- 快中子堆建造运行成本很高，和热中子堆相比其经济竞争力并不乐观，除非铀的价格疯狂上涨。[7]
- 由于大部份材料的高能中子反应截面比较低，所以快堆中的燃料的临界质量就比热中子堆高得多的多。在实际中，这就要求很高的铀富集度——要大于20%，而在典型的热中子堆中铀富集度不到5%，这就很大程度的引出了核扩散与核安全方面的问题。
- 快堆中通常采用钠做冷却剂，因为它对中子速度慢化作用不强，同时它的热容量也很高。但是在空气中，钠可以自燃并产生白沫。于是对反应堆就造成了一些困难（例如美國海軍海狼號核動力潛艇（USS Seawolf (SSN-575)）及日本文殊反應爐)，不过有些钠冷快堆已经在安全的运行当中了（特别是Superphénix和EBR-II已经运行了30年了）。
- 因为液态金属的慢化能力和慢化比较低，当前又没有其他的慢化剂可用，中子与其一级相互作用通常是（n，γ）反应，这就使得冷却剂也具有了放射性。事故中，冷却剂沸腾，冷却剂密度和吸收率会降低，于是反应堆的空泡系数变为正，从安全事故角度来看这是比较危险的，也是不希望发生的。采用气冷堆可以避免这个问题，因为在事故中不会形成空泡；然而冷却剂的活化作用还存在问题。如果反应堆用氦气冷却便可以解决，因为弹性散射总的反应截面大致相等，换言之，冷却剂中的的（n，γ）反应就变得少之又少，典型操作条件中的氦密度很低，这就意味着中子与冷却剂的作用就变得很少了。